# Liu Jianye
Liu Jianye (17 de junho de 1987) é um futebolista profissional chinês que atua como defensor.

## Carreira
Liu Jianye representou a Seleção Chinesa de Futebol na Copa da Ásia de 2011 e 2015.